# Saline (rivière de l'Arkansas)
 (avril 2014).
 (avril 2014).
Si vous disposez d'ouvrages ou d'articles de référence ou si vous connaissez des sites web de qualité traitant du thème abordé ici, merci de compléter l'article en donnant les références utiles à sa vérifiabilité et en les liant à la section « Notes et références ».
Pour les articles homonymes, voir Saline (rivière).
La rivière Saline mesure 127 km. Elle coule dans le sud ouest de l'état d'Arkansas, aux États-Unis.

## Géographie
La Saline prend sa source dans les montagnes Ouachita, dans le comté de Saline, dans l'Arkansas.
Elle se jette dans la Ouachita dans le parc national de Felsenthal.